# Ain't It Hard
"Ain't It Hard" was de eerste single van The Electric Prunes. Reprise Records gaf de single in mei 1966 uit, met het door James Lowe geschreven "Little Olive" op de B-kant. "Ain't It Hard" werd geschreven door Roger en Terrye Tillison van de band Gypsy Trips. Hun versie stond op de B-kant van de in 1965 uitgegeven single "Rock N Roll Gypsies". De Electric Prunes namen het liedje in 1966 op in de thuisstudio van Leon Russell. De muzikale productie werd daarbij verzorgd door David Hassinger.

## Musici
- Mark Tulin - basgitaar
- Mike Weakley - drums
- Ken Williams - gitaar
- Dick Hargraves - orgel
- James Lowe - zang, gitaar